# Rudnik (Lublino)
Rudnik è un comune rurale polacco del distretto di Krasnystaw, nel voivodato di Lublino.
Ricopre una superficie di 88,4 km² e nel 2004 contava 3 605 abitanti.